# هارولد ويلسون (منافس ألعاب قوى)
هارولد ويلسون (بالإنجليزية: Harold A. Wilson)‏ (و. 1885 – 1932 م) هو منافس ألعاب قوى بريطاني، شارك في الألعاب الأولمبية الصيفية 1908، توفي في فرنسا، عن عمر يناهز 47 عاماً.

## روابط خارجية
- هارولد ويلسون على موقع الاتحاد الدولي لألعاب القوى (الإنجليزية)
- هارولد ويلسون على موقع اللجنة الأولمبية الدولية (الإنجليزية)
- هارولد ويلسون على موقع أوليمبيديا (الإنجليزية)